# Ectoedemia biarmata
Ectoedemia biarmata là một loài bướm đêm thuộc họ Nepticulidae. Nó được miêu tả bởi Puplesis năm 1994. Nó được tìm thấy ở Georgia.